# Sheila Widnall
Sheila Marie Evans Widnall, née le 13 juillet 1938 est une scientifique américaine spécialiste de l'aéronautique et de l'astronautique. Elle dirige ses recherches au MIT. Entre 1993 et 1997, elle est secrétaire à la Force aérienne des États-Unis et devient la première femme à occuper ce poste et la première femme à diriger une branche du département de la Défense des États-Unis. En 1998, elle devient présidente de l'association américaine pour l'avancement des sciences. Elle est vice-présidente de l'académie nationale d'ingénierie des États-Unis de 1998 à 2005 et remporte le prix Arthur M. Bueche en 2009. Ses recherches portent sur la mécanique des fluides en particulier sur l'aérodynamique des véhicules à grande vitesse et la turbulence. En 2003, elle est intronisée à la National Women's Hall of Fame.

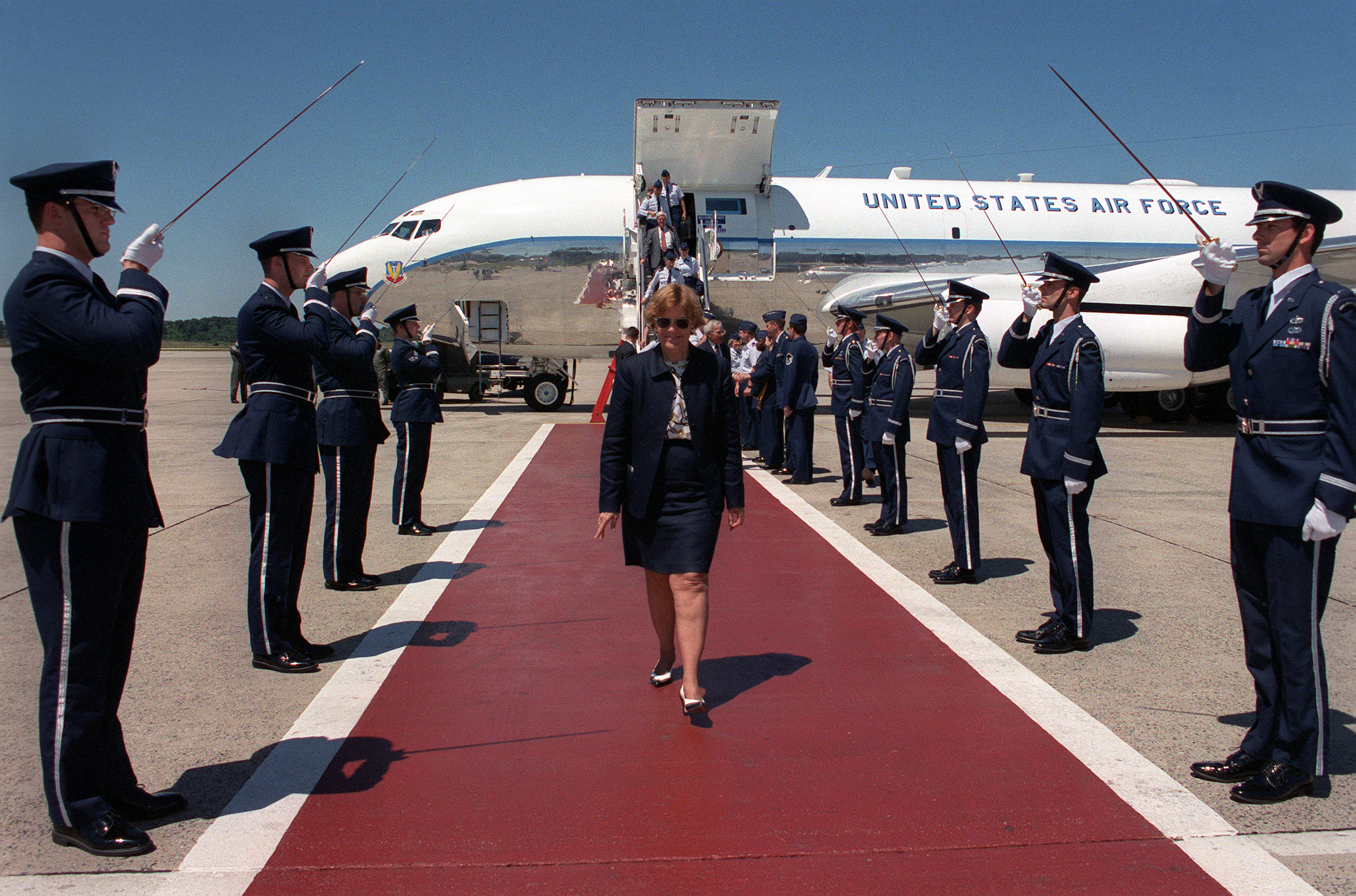
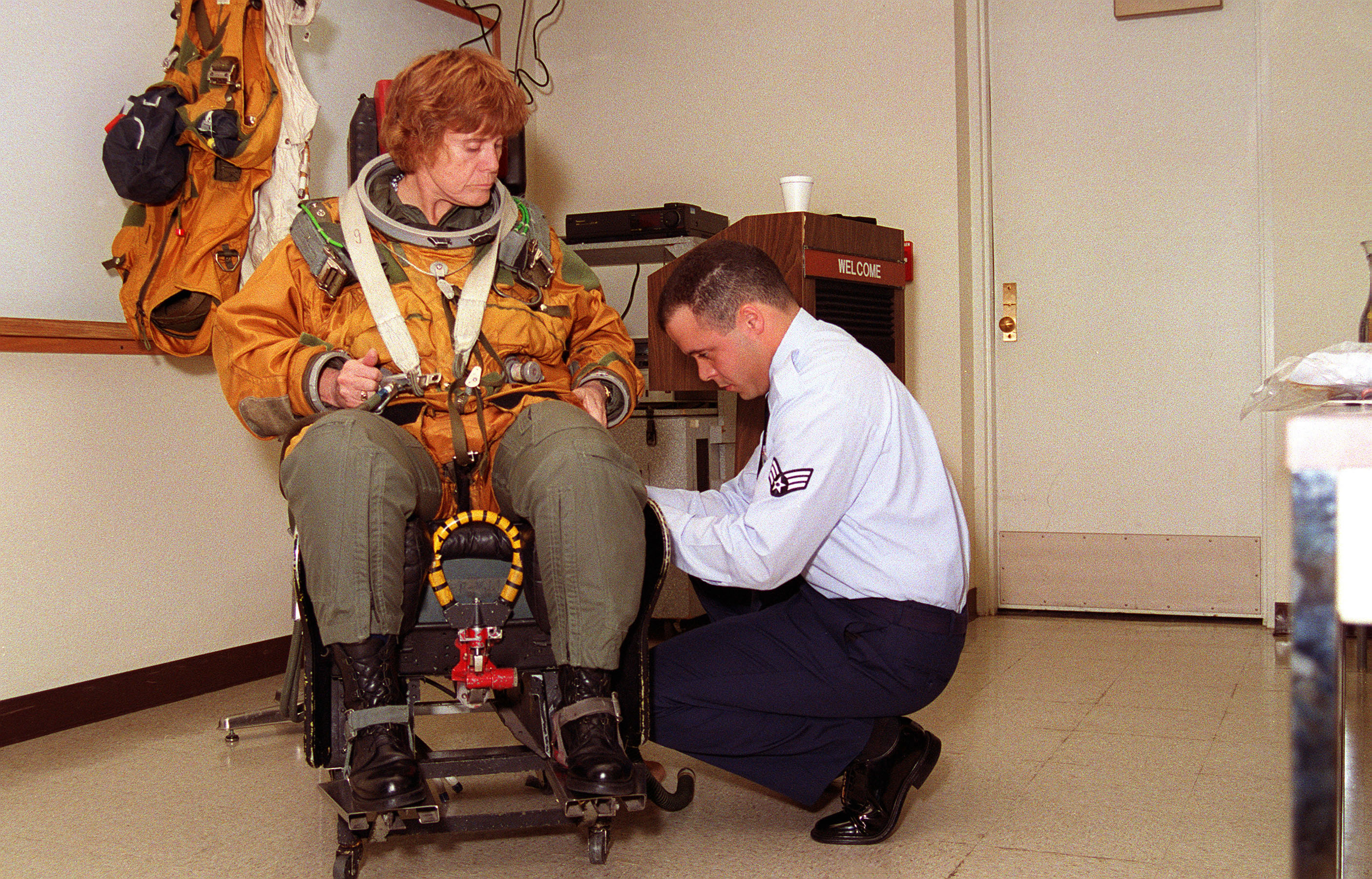
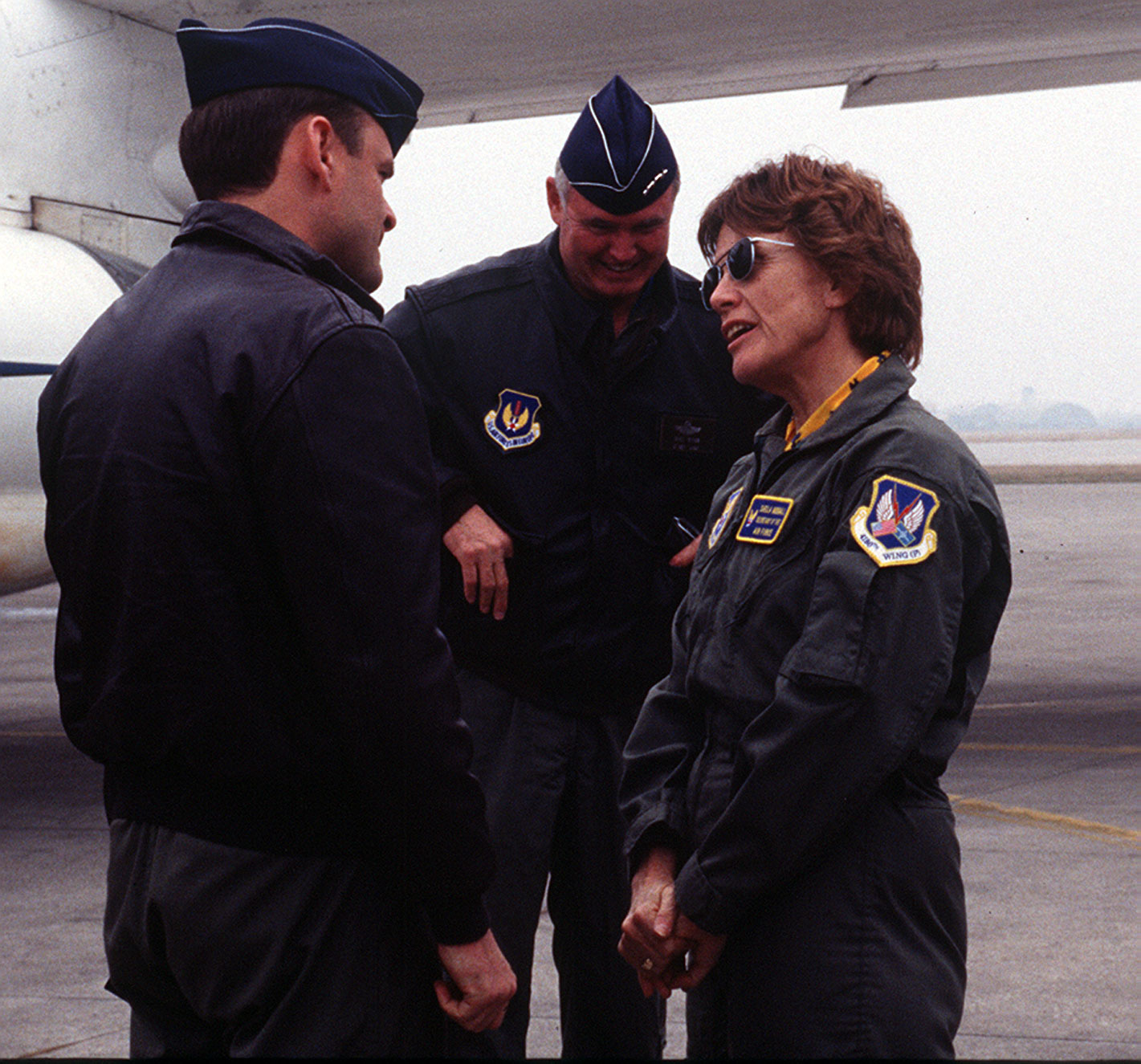
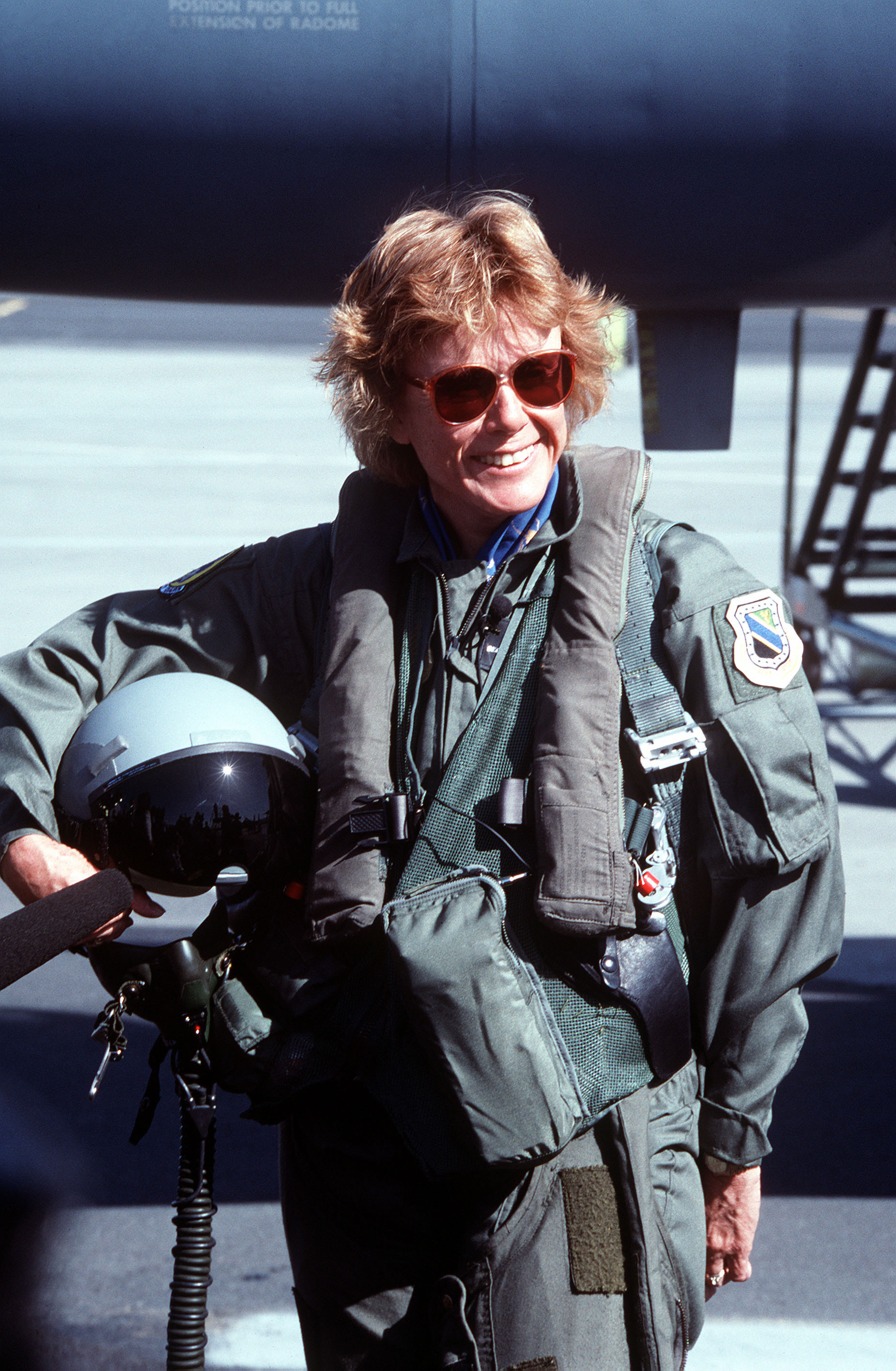
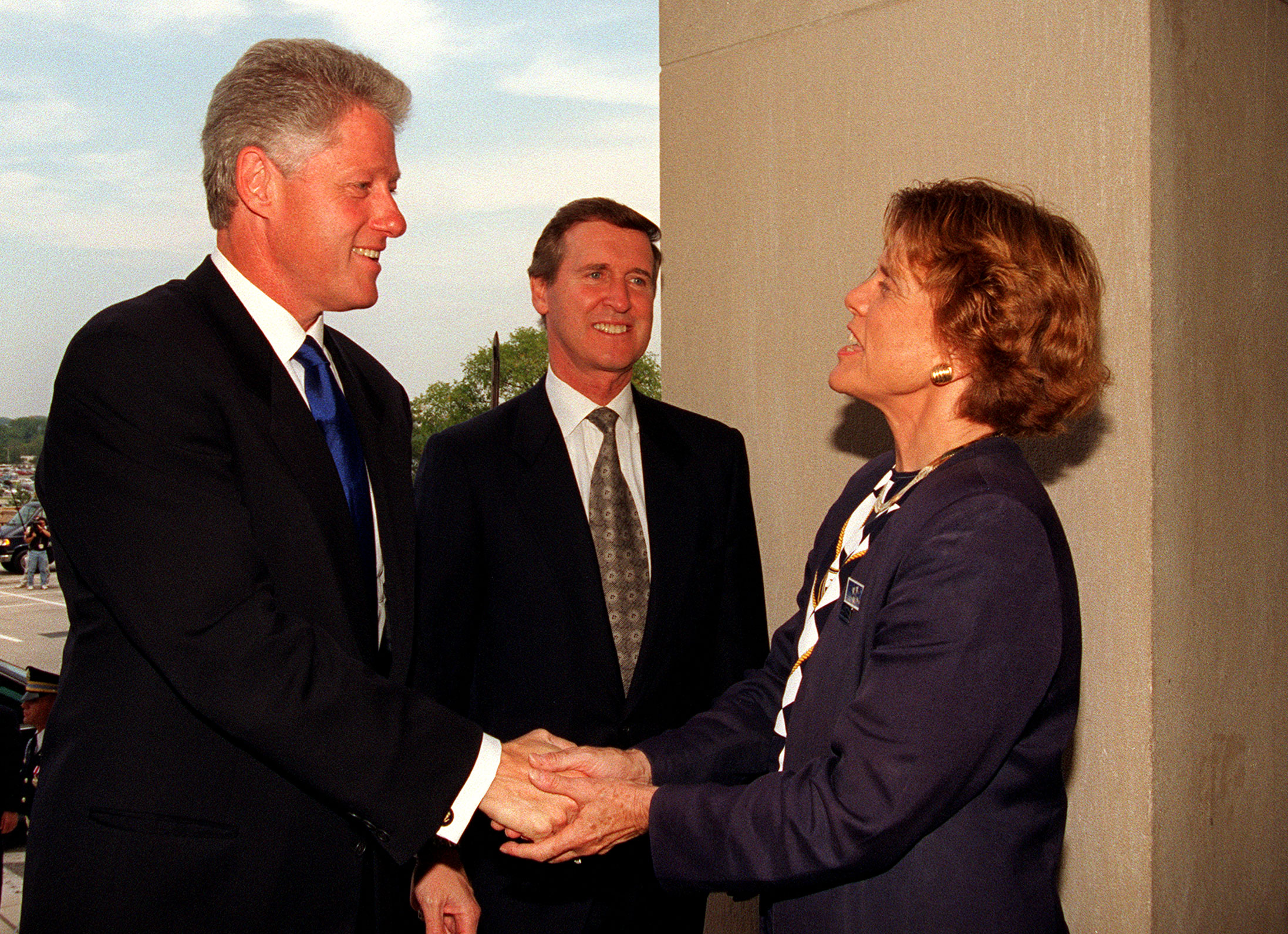
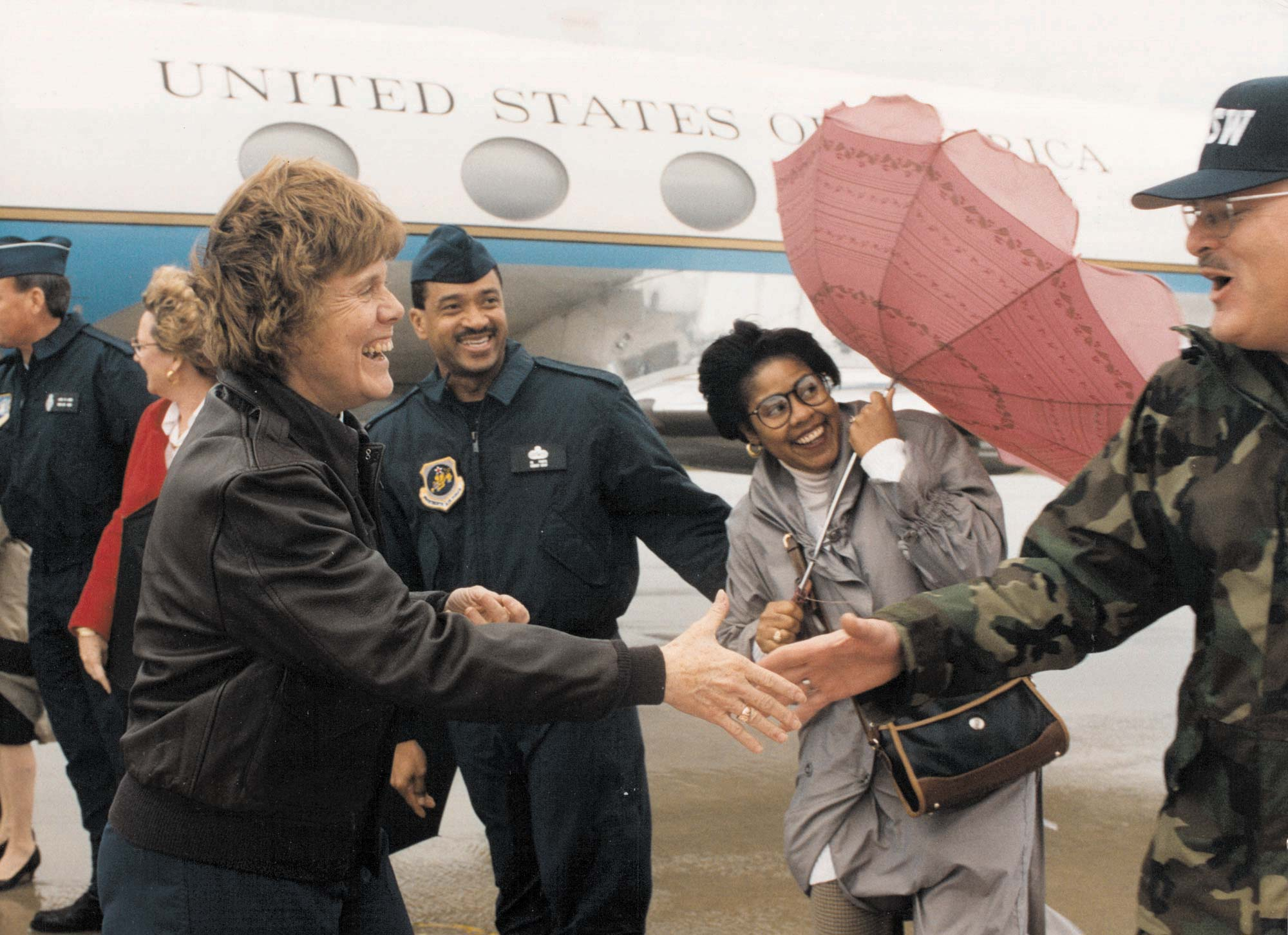